# Cabo Obelisco
El cabo Obelisco es una cabo que marca la entrada norte a la bahía Röhss, en la costa oeste de la isla James Ross, en el grupo de la isla James Ross, Antártida.

## Historia y toponimia
Fue descubierto en octubre de 1903 por la Expedición Antártica Sueca, al mando de Otto Nordenskjöld. Fue denominado descriptivamente como Obeliskudden, ya que a 3,7 kilómetros tierra adentro del promontorio, hay un pináculo de roca conspicuo, que es visible desde el noroeste y el sur. Las toponimias antárticas de Argentina y Chile tradujeron el nombre al castellano.

## Reclamaciones territoriales
Argentina incluye a la isla James Ross en el departamento Antártida Argentina dentro de la provincia de Tierra del Fuego, Antártida e Islas del Atlántico Sur; para Chile forma parte de la comuna Antártica de la provincia Antártica Chilena dentro de la Región de Magallanes y de la Antártica Chilena; y para el Reino Unido integra el Territorio Antártico Británico. Las tres reclamaciones están sujetas a las disposiciones del Tratado Antártico.
Nomenclatura de los países reclamantes: 
- Argentina: cabo Obelisco[5][6]
- Chile: cabo Obelisco[7]
- Reino Unido: Cape Obelisk[3]